# Liste d'accidents mortels de véhicules autonomes

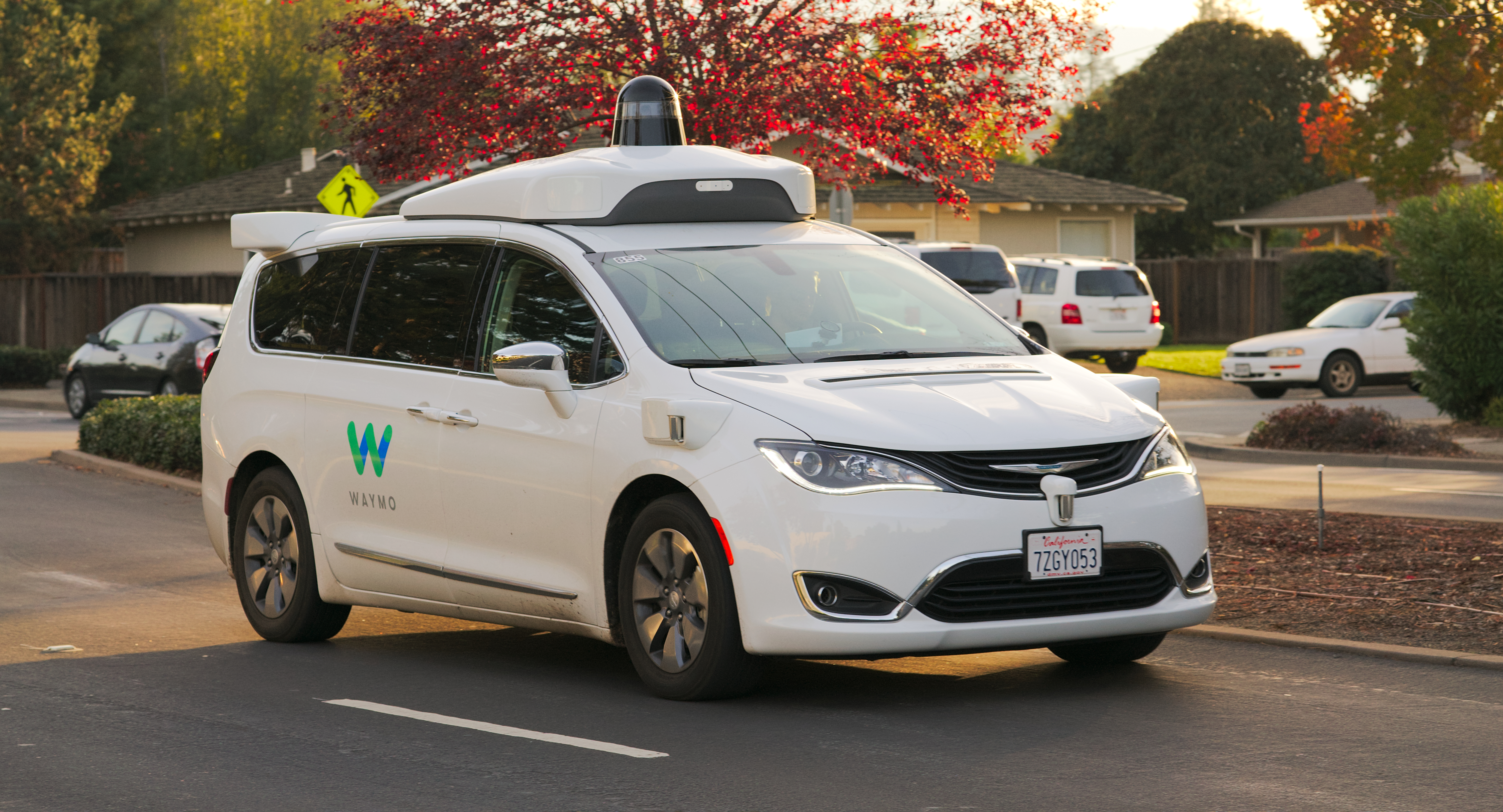
Le Chrysler Pacifica équipé de la technologie autonome Waymo.

Un des principaux objectifs des constructeurs des véhicules autonomes est de créer un système qui soit clairement et manifestement plus sûr que la conduite humaine moyenne. Les années 2010 ont vu les voitures autonomes arriver pour la première fois sur la voie publique[réf. à confirmer], menant à des débats sur les risques qu'elles causent à leurs passagers et aux autres usagers de la route. 
La liste qui suit recense les accidents mortels impliquant des voitures autonomes, et utilise la classification à six niveaux des types de conduite autonome de l'organisme de normalisation des véhicules SAE International. 

## Contexte

### Classification en niveaux
Cette classification va de 0, pour une conduite totalement humaine, à 5, pour une conduite totalement autonome. Un système de niveau 1 implique une conduite humaine assistée par des systèmes automatisés, comme un régulateur de vitesse ou un système de freinage automatique d’urgence. Un système de niveau 2 peut prendre le contrôle total du véhicule (accélération, freinage et volant) dans certaines circonstances, par exemple sur l'autoroute, tout en nécessitant une présence continue du conducteur, qui doit pouvoir reprendre la conduite immédiatement en cas de besoin. Le système Autopilot du constructeur Tesla, très utilisé, est de niveau 2. Un système de niveau 3 est un système qui peut gérer les situations d'urgence et ne nécessite donc pas qu'une personne conducteur ait constamment ses mains sur le volant, mais qui demande une disponibilité dans un certain délai. Un système de niveau 4 ne nécessite aucune présence au volant dans certains périmètres ou certaines circonstances, et doit être capable de mettre fin seul au déplacement en dehors de ces périmètres ou circonstances (par exemple, parquer le véhicule). Un système de niveau 5 ne nécessite d'assistance humaine dans aucune circonstance. 

### Expérience et réglementation
La conduite autonome ou automatisée, encore relativement peu répandue, est généralement soumise à des restrictions voire interdite, en raison notamment des faibles distances parcourues lors des essais. De nombreux experts en sécurité automobile affirment qu'il faut beaucoup plus de données sur la fiabilité et la sécurité d'un système de conduite autonome donné pour qu'on puisse le considérer comme clairement et manifestement plus sûr que la conduite humaine,.  

### Enjeux
Les accidents dus à des systèmes de conduite autonome, en particulier mortels, ont des conséquences pour le développement et les essais de ces systèmes. Ainsi, le décès d'une piétonne heurtée le 18 mars 2018 par un véhicule autonome Uber de niveau 3 à Phoenix, en Arizona, premier et unique décès dû à un tel système de conduite, mène à l'arrêt temporaire de tous les essais de l'entreprise. Les essais finissent par reprendre le 20 décembre 2018 à Pittsburgh en Pennsylvanie, après autorisation des autorités de l'État, Uber déclarant poursuivre également des autorisations pour les autres localités où il conduisait des essais,. Le système Autopilot de Tesla a quant à lui mené à des accidents, dont plusieurs étaient mortels, menant à une enquête du Conseil national de la sécurité des transports des États-Unis. 

### Métriques ou KPI
Une des métriques clés pour comparer la sécurité de différents systèmes de conduite est le nombre de décès par distance parcourue. Aux États-Unis, les voitures conduites par des humains sont actuellement[Quand ?] impliquées dans environ 1,18 décès pour 100 000 000 milles (160 000 000 kilomètres). Cette statistique suggère que pour démontrer une moindre mortalité d'une conduite automatisée, elle doit parcourir plusieurs centaines de millions de kilomètres. À titre de référence, la distance parcourue par les véhicules autonomes de Waymo, le projet de conduite autonome d'Alphabet est de 8 millions de kilomètres en février 2018, en présence permanente d'un conducteur humain surveillant la conduite et pouvant désactiver le mode autonome. Les divers systèmes de conduite autonome qui étaient testés en 2018 nécessitaient une intervention humaine tous les 21 à 9 000 kilomètres, selon le système.

## Accidents mortels de niveau 3
Un système de conduite automatisée de niveau 3 implique une prise occasionnelle de contrôle par le conducteur. 
| Date         | Incident no. | Pays       | Ville | État / région / province | No. de morts | Concepteur du système | Type de véhicule   | Remarques                                                |
| ------------ | ------------ | ---------- | ----- | ------------------------ | ------------ | --------------------- | ------------------ | -------------------------------------------------------- |
| 18 mars 2018 | 1            | États-Unis | Tempe | Arizona                  | 1            | Uber                  | «Volvo réaménagée» | Mort d'une piétonne traversant un passage piéton de nuit |

## Accidents mortels de niveau 2
(mars 2024).
Un système d'automatisation de conduite de niveau 2 n'est pas considéré comme autonome, parce qu'il implique la présence d'une personne constamment attentive qui maitrise le véhicule à tout moment. 
Entre le 14 octobre 2015 et le 8 septembre 2020, Tesla compte 12 réclamations pour décès avec autopilote dont sept aux États-Unis et trois dans l'UE et deux en Asie. Tesla en attribue cinq à l'autopilote : trois aux États-Unis et deux en Asie.
Ainsi, dans une collision frontale survenue aux Pays-Bas, le conducteur a cru que la fonction auto-pilote était engagée alors qu'elle ne l'était pas.
Au 19 septembre 2019, il y avait cinq décès confirmés de niveau 2, tous impliquant le système Autopilot de Tesla. 
| Date              | Incident no. | Pays       | Ville         | État / région / province | No. de morts | Concepteur du système      | Type de véhicule | Remarques            |
| ----------------- | ------------ | ---------- | ------------- | ------------------------ | ------------ | -------------------------- | ---------------- | -------------------- |
| 20 janvier 2016   | 1            | Chine      | Handan        | Hebei                    | 1            | Tesla (fonction Autopilot) | Modèle S         | Décès du conducteur, |
| 7 mai 2016        | 2            | États-Unis | Williston     | Floride                  | 1            | Tesla (fonction Autopilot) | Modèle S         | Décès du conducteur, |
| 23 mars 2018      | 3            | États-Unis | Mountain View | Californie               | 1            | Tesla (fonction Autopilot) | Modèle X         | Décès du conducteur  |
| 1 mars 2019       | 4            | États-Unis | Delray Beach  | Floride                  | 1            | Tesla (fonction Autopilot) | Modèle 3         | Décès du conducteur  |
| 19 septembre 2019 | 5            | États-Unis | Osceola       | Floride                  | 1            | Tesla (fonction Autopilot) | Modèle 3         | Décès du conducteur  |